# Gare de Boten
La gare de Boten (en lao : ສະຖານີ ບໍ່ເຕັນ / Sathani Boten) est une gare ferroviaire de la ligne de Boten à Vientiane. Mise en service en 2021, elle est située dans le village frontalier de Boten, dans le district de Luang Namtha, dans la province du même nom.

## Situation ferroviaire
La gare de Boten est le terminus de la Boten - Vientiane, qui comprend actuellement 21 stations, dont 10 pour passagers et 11 pour le transport de marchandises. Elle est précédée par la gare de Nateuy,,.

## Histoire
La construction est débutée en 2017 par China Railway Construction. Le toit est posé en décembre 2020, puis est renforcé le 2 mars 2021,. Boten est la cinquième gare complétée sur la ligne, la construction terminant le 9 novembre 2021,. La ligne complète est inaugurée le 3 décembre 2021.

## Service des voyageurs

### Accueil
Située dans la zone de développement économique de Boten, la gare couvre une superficie de 6 500 mètres carrés et permet d'accueillir 300 voyageurs. Le bâtiment principal, à l'ouest de la voie principale, a le style architectural d'un poste-frontière.

### Desserte
La gare compte deux quais qui servent quatre voies, dont une voie principale.

### Tarifs
Un trajet de Boten à Vientiane coûte 238 000 ₭ (classe économique), 333 000 ₭ (seconde classe) ou 529 000 ₭ (première classe). Boten à Luang Prabang coûte 99 000 ₭ (classe économique), 139 000 ₭ (seconde classe) ou 220 000 ₭ (première classe).